# Callispa undulata
Callispa undulata es un coleóptero de la familia Chrysomelidae.
Fue descrita científicamente por primera vez en 1933 por Uhmann.